# 謝爾伯內什蒂鄉
44°19′38″N 24°41′37″E / 44.3272°N 24.6936°E
謝爾伯內什蒂鄉（羅馬尼亞語：Comuna Șerbănești, Olt），是羅馬尼亞的鄉份，位於該國南部，由奧爾特縣負責管轄，面積41平方公里，海拔高度144米，2007年人口3,179，人口密度每平方公里78人。